# José Cecilio del Valle
José Cecilio Díaz del Valle (Honduras, 1780 – 1834) è stato un politico honduregno.
Fautore dell'indipendenza delle Province Unite dell'America Centrale (1821), governò il Centroamerica dopo la caduta di Agustín de Iturbide e fu eletto presidente delle Province Unite nel 1834.
Valle fu un amico di Jeremy Bentham.